# Wilhelm von Henke
Philipp Jakob Wilhelm von Henke (Jena, 19 giugno 1834 – Tubinga, 17 maggio 1896) è stato un anatomista tedesco.

## Biografia
Era il figlio dello storico Ernst Ludwig Theodor Henke (1804-1872), ha studiato presso le università di Marburgo, Gottinga e Berlino, ricevendo il dottorato nel 1857 a Marburgo. Dopo la laurea ha lavorato come assistente di fisiologia per Franciscus Donders presso l'Università di Utrecht. Nel 1858 ottenne la sua abilitazione, poi ha servito come professore di anatomia presso le università di Rostock (dal 1865), Praga (dal 1872) e Tubinga (dal 1875 fino alla sua morte nel 1896).

## Opere principali
- Handbuch der Anatomie und Mechanik der Gelenke, 1863.
- Die Menschen des Michelangelo im Vergleich mit der Antike, 1871.
- Beiträge zur Anatomie des Menschen in Beziehung auf Bewegung, 1872.
- Topographische Anatomie des Menschen. Atlas und Lehrbuch, 1879-83.[2]
- Handatlas und Anleitung zum Studium der Anatomie des Menschen im Präpariersaale, 1888.[3]
- Anatomie des Kindesalters (in Gerhardt Handbuch der Kinderkrankheiten).